# Ernst Müller-Holm
Ernst Müller-Holm (* 13. Dezember 1861 in Stockholm; † 28. August 1927 in  Alt-Rahlstedt bei Hamburg) war ein deutscher Schriftsteller, der unter anderem mit dem Philosophen Constantin Brunner befreundet war.

## Leben
Müller-Holm war Dr. phil. und als Oberlehrer tätig.
Einer breiten Leserschicht bekannt wurde er durch seine Teilübersetzung des Dialogus miraculorum des Zisterziensermönches Cäsarius von Heisterbach, die für ihre offene Auswahl und kritische Perspektive berühmt geworden ist.
Der Schriftsteller Hermann Klamfoth hat Ernst Müller-Holm eine Biographie gewidmet.

## Werke
- Caesarius von Heisterbach [Teilübersetzung des Dialogus miraculorum]. Schnabel, Berlin 1910. (Verschollene Meister der Literatur; III)
- Der englische Gedanke in Deutschland. Reinhardt, München 1915.
- Geschichte der Stiftungsschule von 1815 zu Hamburg. Ackermann & Wulff, Hamburg 1916.
- Esperanto, ein Hindernis für die Ausbreitung des deutschen Welthandels und der deutschen Sprache, zus. mit Albert Zimmermann. Hanseatische Verlagsanstalt, Hamburg 1923.
- Ernst Müller-Holm: Die Zwangsschule. H. Lange, Hamburg 1926.

## Zitat
„Man muß den Cäsarius von Heisterbach oder den Richalmus lesen, um zu erfahren, daß damals wirklich die ganze Welt des Teufels war“, sagt Const. Brunner (Die Lehre von den Geistigen und vom Volke, Bd. I, S. 1056).